# Saint-Pierre-en-Auge
Saint-Pierre-en-Auge es una comuna nueva francesa situada en el departamento de Calvados, de la región de Normandía.

## Historia
Fue creada el 1 de enero de 2017, en aplicación de una resolución del prefecto de Calvados de 8 de septiembre de 2016 con la unión de las comunas de Boissey, Bretteville-sur-Dives, Hiéville, L'Oudon, Mittois, Montviette, Ouville-la-Bien-Tournée, Sainte-Marguerite-de-Viette, Saint-Georges-en-Auge, Saint-Pierre-sur-Dives, Thiéville, Vaudeloges y Vieux-Pont-en-Auge, pasando a estar el ayuntamiento en la antigua comuna de Saint-Pierre-sur-Dives.
En el momento de la creación de la comuna nueva de Saint-Pierre-en-Auge, las comunas asociadas de Ammeville, Berville, Écots, Notre-Dame-de-Fresnay, Garnetot, Grandmesnil, Lieury, Montpinçon, Saint-Martin-de-Fresnay y Tôtes, con cuya unión se formó en 1973 la comuna de L'Oudon, fueron suprimidas.

## Demografía
| Gráfica de evolución demográfica de Saint-Pierre-en-Auge entre 1800 y 2014 |
|                                                                            |

Los datos entre 1800 y 2013 son el resultado de sumar los parciales de las trece comunas que forman la nueva comuna de Saint-Pierre-en-Auge, cuyos datos se han cogido de 1800 a 1999, para las comunas de Boissey, Bretteville-sur-Dives, Hiéville, L'Oudon, Mittois Montviette, Ouville-la-Bien-Tournée, Sainte-Marguerite-de-Viette, Saint-Georges-en-Auge, Saint-Pierre-sur-Dives, Thiéville, Vaudeloges y Vieux-Pont-en-Auge de la página francesa EHESS/Cassini. Los demás datos se han cogido de la página del INSEE.

## Composición
| Comuna delegada             | Código INSEE | Población (2013) | Superficie (km²) | Densidad (hab./km²) |
| --------------------------- | ------------ | ---------------- | ---------------- | ------------------- |
| Boissey                     | 14081        | 233              | 5.28             | 44                  |
| Bretteville-sur-Dives       | 14099        | 294              | 6.91             | 43                  |
| Hiéville                    | 14331        | 271              | 4.77             | 57                  |
| L'Oudon                     | 14472        | 1574             | 54.84            | 29                  |
| Mittois                     | 14433        | 159              | 7.38             | 22                  |
| Montviette                  | 14450        | 189              | 6.62             | 29                  |
| Ouville-la-Bien-Tournée     | 14489        | 235              | 7.67             | 31                  |
| Sainte-Marguerite-de-Viette | 14616        | 384              | 7.72             | 50                  |
| Saint-Georges-en-Auge       | 14580        | 104              | 5.16             | 20                  |
| Saint-Pierre-sur-Dives      | 14654        | 3587             | 9.68             | 371                 |
| Thiéville                   | 14688        | 314              | 3.94             | 80                  |
| Vaudeloges                  | 14729        | 217              | 12.51            | 17                  |
| Vieux-Pont-en-Auge          | 14750        | 302              | 12.49            | 24                  |